# Cementerio Israelita de Recoleta
El Cementerio Israelita de Recoleta es un cementerio judío ubicado en la comuna chilena de Recoleta, Santiago, a escasas cuadras de la avenida Recoleta. Asimismo, se encuentra situado en un eje llamado «de los cementerios», donde también está el Cementerio General de Santiago y el Cementerio Católico de dicha ciudad. Es por esta razón, que la Estación Cementerios del Metro de Santiago fue bautizada así. 

## Historia
Inaugurado en 1932 como Cementerio Israelita de Conchalí, luego de la compra del terreno por parte de la comunidad judía santiaguina, fue uno de los primeros cementerios de los judíos en Chile, donde según las tradiciones del judaísmo, los difuntos de quienes profesan dicha religión deben ser sepultados en un lugar específico para ellos, al ser considerados como lugares sagrados, entre otros ritos, como por ejemplo, que las tumbas deben colocarse en dirección hacia Jerusalén. Anteriormente a su creación, los judíos santiaguinos debían ser enterrados en el Patio de los Disidentes del Cementerio General. El diseño del camposanto fue realizado por el arquitecto Pablo Hegedüs. El nombre actual lo adquirió luego de la fundación de la comuna de Recoleta, resultado de la escisión con la comuna de Conchalí en 1981.  
Allí se encuentran sepultados algunas víctimas del Holocausto que se radicaron en Chile hasta su fallecimiento, siendo normalmente mencionado en la placa de su tumba, el campo de concentración nazi donde fueron prisioneros. Asimismo, también se encuentran algunos judíos rusos que fueron expulsados tanto por el Imperio ruso como también por las medidas del antisemitismo soviético durante el siglo XX.
En septiembre de 2016, se inauguró el sector «Beit Ha Jaim» dentro del cementerio, un patio exclusivo para judíos ortodoxos.

## Monumentos conmemorativos
Existen tres monumentos conmemorativos al interior del recinto: Uno para los fallecidos en el Holocausto de habla húngara; el segundo, es un monumento conmemorativo a los mártires de la Quinta Compañía «Israel» del Cuerpo de Bomberos de Ñuñoa; y el último, es un monumento a Jaim Weizmann, primer presidente del Estado de Israel.

## Requisitos de ingreso
- Por razones de seguridad y para evitar actos de profanación, las personas no judías deben registrarse antes de ingresar.
- Todas las personas de sexo masculino deben portar una kipá de color oscuro en su cabeza en señal de respeto y luto.